# Уржумноля
Уржу́мноля́ (рос. Уржумноля, марій. Вурзымнольо) — присілок у складі Марі-Турецького району Марій Ел, Росія. Входить до складу Марі-Біляморського сільського поселення.

## Населення
Населення — 150 осіб (2010; 147 у 2002).
Національний склад (станом на 2002 рік):
- лучні марійці — 96 %